# Bota de Oro 2011-12

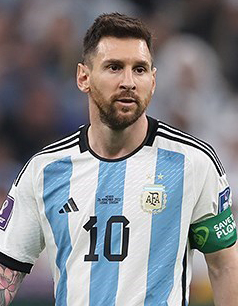
Lionel Messi ganador del premio en 2011-12.

La Bota de Oro 2011-12 fue un premio entregado por la European Sports Magazines al futbolista que logró la mejor puntuación luego de promediar los goles obtenidos en la temporada europea.
El ganador de este premio fue el jugador argentino Lionel Messi por haber logrado 50 goles en la Primera División de España. De esta manera Messi se convierte en el primer futbolista en la historia de este premio en anotar cincuenta goles o más.

## Resultados
| Posición | Futbolista          | Club        | Campeonato     | Goles | Puntaje |
| -------- | ------------------- | ----------- | -------------- | ----- | ------- |
| 1        | Lionel Messi        | Barcelona   | La Liga        | 50    | 100     |
| 2        | Cristiano Ronaldo   | Real Madrid | La Liga        | 46    | 92      |
| 3        | Robin van Persie    | Arsenal     | Premier League | 30    | 60      |
| 4        | Klaas-Jan Huntelaar | Schalke 04  | Bundesliga     | 29    | 58      |
| 5        | Zlatan Ibrahimović  | Milan       | Serie A        | 28    | 56      |